# Santa Cruz, Copanatoyac
Santa Cruz är en ort i Mexiko.   Den ligger i kommunen Copanatoyac och delstaten Guerrero, i den sydöstra delen av landet, 230 km söder om huvudstaden Mexico City. Santa Cruz ligger 1 726 meter över havet och antalet invånare är 490.
Terrängen runt Santa Cruz är lite bergig, och sluttar norrut. Runt Santa Cruz är det ganska tätbefolkat, med 65 invånare per kvadratkilometer. Närmaste större samhälle är Tlapa de Comonfort, 15,0 km norr om Santa Cruz. I omgivningarna runt Santa Cruz växer huvudsakligen savannskog.